# Prowincja Oran
Prowincja Oran (arab. ولاية وهران) – jedna z 48 prowincji Algierii, znajdująca się w północnej części kraju. 

## Gminy prowincji Oran
1. Ajn al-Bijja (Ain El Bia)
2. Ajn al-Karma (Ain El Kerma)
3. Ajn at-Turk (Ain El Turk)
4. Al-Ansar (El Ancar)
5. Al-Baraja (El Braya)
6. Al-Karma (El Kerma)
7. Al-Marsa al-Kabir (Mers El Kébir)
8. Arziw (Arziw)
9. As-Sanija (Es Senia)
10. Battiwa (Bethioua)
11. Bin Furajha (Benfreha)
12. Bir al-Dżir (Bir El Djir)
13. Bu Fatis (Boufatis)
14. Bu Safar (Bousfer)
15. Bu Tulajlis (Boutlelis)
16. Hasi Bin Ukba (Hassi Ben Okba)
17. Hasi Bu Nif (Hassi Bounif)
18. Hasi Mafsuch (Hassi Mefsoukh)
19. Kudajjil (Gdyel)
20. Marsa al-Hadżadż (Marsat El Hadjadj)
21. Musarghin (Misserghin)
22. Oran (Oran)
23. Sidi asz-Szachmi (Sidi Chami)
24. Sidi Bin Jabka (Sidi Ben Yabka)
25. Tafrawi (Tafraoui)
26. Wadi Tulajlat (Oued Tlelat)